# Tarnania fenestralis
Tarnania fenestralis är en tvåvingeart som först beskrevs av Johann Wilhelm Meigen 1818.  Tarnania fenestralis ingår i släktet Tarnania och familjen svampmyggor. Arten är reproducerande i Sverige. Inga underarter finns listade i Catalogue of Life.